# Elaphoglossum dichroum
Elaphoglossum dichroum är en träjonväxtart som beskrevs av John T. Mickel. Elaphoglossum dichroum ingår i släktet Elaphoglossum och familjen Dryopteridaceae. Inga underarter finns listade.